# Janthecla armilla
Janthecla armilla is een vlinder uit de familie van de Lycaenidae. De wetenschappelijke naam van de soort werd als Thecla armilla in 1907 gepubliceerd door Hamilton Herbert Druce.